# Битка код Гестилрене
Битка код Гестилрене је вођена 17. јула 1210. године између шведских снага предвођених краљем из Ерикове лозе Ерика X (1208—1216) и бившег краља из Сверкерове лозе Сверкера II (1196—1208) који је уз помоћ данских снага краља Валдемар II Освајач (1202—1241) покушао да поврати власт.
Ерикове снаге су као и у бици код Лене однеле победу над Сверкеровим трупама, а у самој бици је погинуо бивши краљ Сверкер II, кога је усмртио један од Фолкунга. Овом битком је окончан грађански рат између две династије око власти над Шведском у корист Ерикове лозе, а шведски краљ је женидбом са сестром данског краља Ричезом, нормализовао односе између две државе.
Тачна локација битке до данас остаје непозната и предмет је великих дебата у самој Шведској, како у научним, тако и у паранаучним круговима. Иако је сам проблем историјски, данас он представља политички проблем и ствар локал патритизма између шведских покрајина које својатају ову битку међусобно.